# Myzomela rosenbergii
El mielero de Rosenberg (Myzomela rosenbergii) es una especie de ave paseriforme de la familia Meliphagidae endémica de Nueva Guinea. El nombre de la especie conmemora al naturalista alemán Hermann von Rosenberg.

## Subespecies
Se reconocen dos subespecies:
- M. r. rosenbergii Schlegel, 1871 – territorio continental de Nueva Guinea;
- M. r. longirostris Mayr & Rand, 1935 – en la isla Goodenough.